# اوبورنیکی
اوبورنیکی (به لاتین: Oborniki) یک شهر و گمینا در لهستان است که در گمینا اوبورنگکی واقع شده‌است. اوبورنیکی ۱۴٫۰۸ کیلومتر مربع مساحت و ۱۷٬۸۵۰ نفر جمعیت دارد.